# Propraetor
A Propraetor  (latin: propraetor vagy pro praetore, azaz "a praetor helyett"), a késő köztársaság idején egy praetori tartomány alkirályát nevezték így, akit az egyéves szolgálati idejét letöltött praetorok közül választottak. A praetornak külön parancsnoksága és legfőbb joghatósága volt a területén, hatalmának mértéke nem különbözött a prokonzulokétól, de jelvényei alacsonyabbak voltak: 6 lictor a 12 helyett, egy kisebb cohors praetoria. Olyan  praetor, akit hivatalos idejének leteltével helytartónak küldtek egy prétoriánus provinciába. A propraetorok jogai és kötelességei megegyeztek a proconsulokéival; teljes juriszdikción kívül kezükben tartották a közigazgatást, szükség esetén katonai hatalommal is rendelkeztek. A propraetori intézménynek fénykora a köztársaság utolsó éveire esik, a császárok idejében a propraetor egyszerű császári megbízott volt a császári provinciákban. Az utóbbi minőségben teljes címük a következő volt: legatus caesaris pro praetora consulari potestate, ami jelezte fő funkciójukat – a katonai parancsnokságot, szemben a proconsulokkal, akik a békés szenátusi tartományokat kormányozták.
A principátus idején Egyiptom kivételével (lásd Procurator) minden császári tartományt a proconsulokra bíztak;  Mivel a császári tartományokban egy külön prokurátor irányította az intendánsok osztályát, a proprekurátoroknak nem voltak quaestorai. A császárok helytartói bizonyos díjazásban részesültek, és súlyos büntetésektől tartva korlátozták saját hatalmukat és visszaéléseiket. A tartományok számára is nagy könnyebbséget jelentett, hogy az alprefektusok egy évnél tovább maradtak a tartományban. Idővel a szenátusi tartományok is a császárok kezébe kerültek, és ezzel megszűnt a közigazgatási különbség.